# Josef Ludl
Josef Ludl (Dalovice, 1916. június 3. – Prága, 1998. augusztus 1.) csehszlovák válogatott cseh labdarúgó, csatár, edző.

## Pályafutása

### Klubcsapatban
1934 és 1939 között Viktoria Žižkov csapatában szerepelt. 1939 és 1951 között a Sparta Praha játékosa volt, ahol öt bajnoki címet szerzett.

### A válogatottban
1937 és 1948 között 16 alkalommal szerepelt a csehszlovák válogatottban és hat gólt szerzett. Tagja volt az 1938-as franciaországi világbajnokságon részt vevő csapatnak.

### Edzőként
1956-ban a Spartak Hradec Králové, 1957–58-ban a SONP Kladno és 1960–61-ben a Jednota Trenčín vezetőedzője volt.

## Sikerei, díjai
Sparta Praha
- Csehszlovák bajnokság[3]
  - bajnok: 1937–38, 1938–39, 1943–44, 1945–46, 1947–48
- Csehszlovák kupa[3]
  - győztes: 1943, 1944, 1946